# 叶哈雅
叶哈雅（阿拉伯语：‎，羅馬化：Yaḥyā ibn Zakariyā，直译：宰凱里雅的兒子葉哈雅）为伊斯兰教先知，即基督教中的施洗约翰。穆斯林相信葉哈雅是真主话语的见证人与正义的先知，并预示了尔撒的到来。

## 人物生平
叶哈雅是叶尔孤白的后代，宰凯里雅的儿子。其父母因太老而不能孕育孩子，于是向安拉求子，安拉应允了他们。《古兰经》对他们父子俩进行了高度评价。他有着聪明、忠诚、朴实、有胆有识、敬畏安拉的好品质。那时加利利及比利亞的分封王希鲁多斯妄图同其侄女希鲁狄雅成婚，违反了天经中的伦理原则，但是那个希鲁多斯是个暴君，朝野上上下下不敢公然反对，甚至有人为了自己的利益而去附会这个暴君。而叶哈雅不惧强权挺身反对，暴君只得暂时收敛，但内心对叶哈雅产生了忌恨，最后派人暗杀了这位先知。不久，希鲁多斯得了怪病，这就是暴君的报应。《古兰经》说他“在出生日、死亡日、复活日都享受和平”（19：15）。

## 陵墓

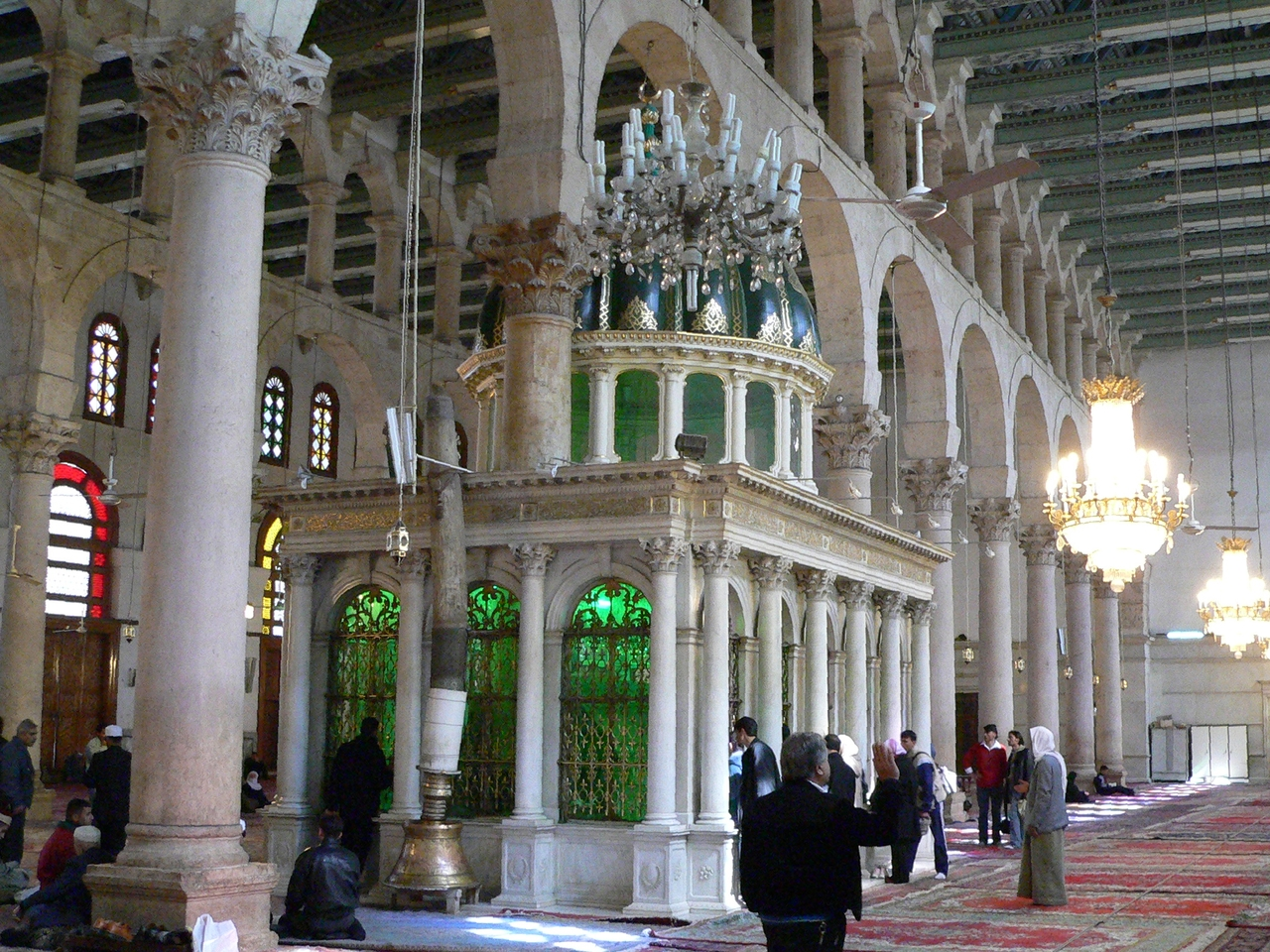
叶哈雅的陵墓（摄于倭马亚大清真寺）

叶哈雅的陵墓位于大马士革的倭马亚大清真寺。